# Agelastes
Agelastes es un género de aves galliformes de la familia Numididae.

## Especies
Se reconocen las siguientes especies:
- Agelastes meleagrides
- Agelastes niger